# Гумпрехт фон Бранденбург-Ансбах-Кулмбах
Гумпрехт фон Бранденбург-Ансбах-Кулмбах също Гумперт фон Бранденбург (на немски: Gumpert von Brandenburg-Ansbach-Kulmbach, Gumprecht; * 16 юли 1503 в Ансбах; † 15 юни 1528 в Неапол) е домхер в Бамберг, папски пратеник. Той принадлежи към бранденбургската линия на Хоенцолерните.
Той е най-малкият син на маркграф Фридрих II фон Бранденбург-Ансбах-Кулмбах (1460–1536) и съпругата му принцеса София Ягелонка (1464–1512), дъщеря на крал Кажимеж IV от Полша.
Гумперт фон Бранденбург е домхер на Бамберг и член на домкапитела. Той е извикан от папа Адриан VI в Рим и служи също и при неговия наследник Климент VII. По времето на Ограбването на Рим (1527) (Sacco di Roma) по време на дипломатическа мисия той е затворен и умира от нараняванията по време на затвора. Той е погребан в Сан Джакомо дегли Спаньоли в Неапол.